# 吕普
吕普（法語：Ruppes，法語發音：[ʁyp] ⓘ）是法国大東部大區孚日省的一个市镇，属于讷沙托区。

## 地理
吕普（48°28'17"N, 5°46'11"E）面积7.44 平方千米，位于法国大東部大區孚日省，该省份为法国东北部内陆省份，北起默兹省和默尔特-摩泽尔省，西接上马恩省，南至上索恩省和贝尔福地区省，东临上莱茵省和下莱茵省。
与吕普接壤的市镇（或旧市镇、城区）包括：蒙莱特鲁瓦、克莱雷拉科特、瑞班维尔、马蒂尼莱热邦沃、皮讷罗、苏洛斯苏圣埃洛夫。

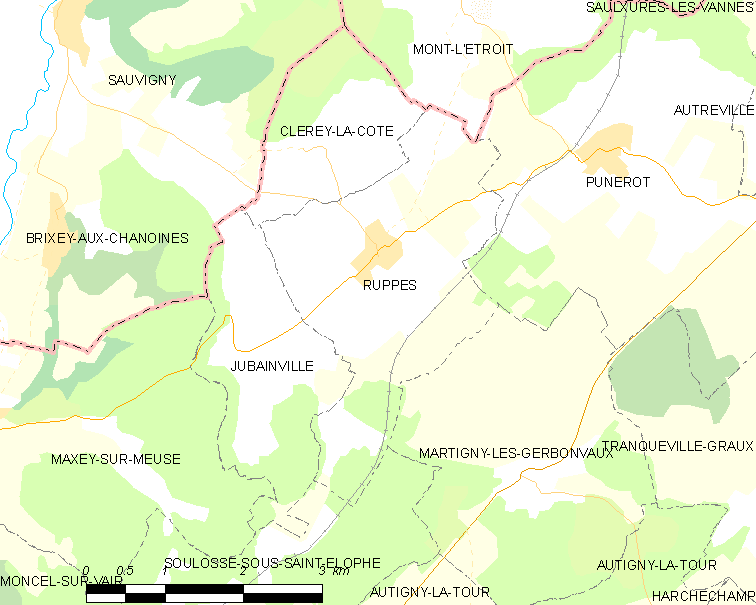
吕普的OSM定位图

吕普的时区为UTC+01:00、UTC+02:00（夏令时）。

## 行政
吕普的邮政编码为88630，INSEE市镇编码为88407。

## 政治
吕普所属的省级选区为讷沙托县。

## 人口

1962-2008年间吕普人口变化图示

吕普于2022年1月1日时的人口数量为144人。